# 荒漠貓
荒漠貓又稱漠貓、草猞猁、中國山貓、草猫，为猫科猫属的一种哺乳动物，是中国的特有物种。该物种的模式产地在四川康定附近。荒漠貓體形較家貓大。食性以捕食齧齒動物為主，還捕食鳥類和雉雞。

## 形态
荒漠猫的体型约是家猫的两倍。冬季体色为浅黄灰色, 夏季为灰褐色或黄褐色；幼体身上和四肢有明显的深色横纹，成体则只有额头、脸颊和腿部具较明显的深色条纹。荒漠猫耳端生有一撮短毛。较粗的尾巴后半段具有較明顯的3-6个黑色环纹；全身和脚掌被有厚毛。荒漠猫还具有独特的淡蓝色虹膜。
荒漠猫、亚洲野猫和家猫会发生杂交。
直到2007年才在四川海拔约3,570米的地区第一次拍摄到野生荒漠猫的照片。

## 分布
荒漠猫曾被认为广泛存在于中国甘肃、四川、内蒙、青海、宁夏、西藏和新疆等西部地区，新的评估研究则认为分布区域仅限于青藏高原东部, 包括青海东部、四川西北部、甘肃西南部以及紧邻青海的西藏东南部的部分地区。
荒漠猫主要栖息在海拔2,000-5,000米的草原、高寒草甸、高寒灌丛和针叶林边缘地带。

## 演化史
根据系统发生学的观点，家猫-非洲野猫支系和荒漠猫-亚洲野猫支系大约在187万年前开始分化，荒漠猫与亚洲野猫大约在127万年前开始分化。

## 分类
1892年法国动物学家米奈·愛德華（Alphonse Milne-Edwards）根据巴黎自然历史博物馆中两张从中国四川西部收购的毛皮，将其定名为Felis bieti。1917年, 俄国动物学家歐根·畢希納（Eugen Büchner）将采集自宁夏西北部的标本命名为一个新种“Felis chutuchta”，该物种之后被认定为荒漠猫宁夏亚种（Felis bieti chutuchta）。1943年，英国动物学家雷金納德·英尼斯·波科克将采集于陕西榆林的标本命名为荒漠貓陕西亚种（Felis bieti vellerosa）。但之后的研究认为宁夏亚种应是亚洲野猫，陕西亚种实际上则是家猫，因此荒漠猫是单型种。
2007年的一項遺傳學分析研究顯示，荒漠貓与斑貓可能不存在生殖隔离，荒漠貓应是斑貓的亞種Felis silvestris bieti。而之后基于气候变化和地理分布的研究又推翻了前述的判断，推测荒漠貓与斑貓之间存在生殖隔离，形態上也有差异，荒漠貓应为独立物种。2021年，通过基因组测序等分析手段，认为依据分类学原则荒漠猫还是应归为斑貓亚种，但该研究同时认为荒漠猫与斑貓分支演化已有100万年以上，所有斑貓亚种都应提升为独立种，从而荒漠猫仍然维持种级地位。
荒漠猫的中文俗名来自于对其英文俗名“Chinese desert cat”或“pale desert cat”的翻译。该名字可能是根据荒漠猫毛色推测其生活在荒漠而提出的。而根据荒漠猫实际的生活环境，俗名“中国山猫”(Chinese mountain cat)更为贴切。

## 保护
荒漠猫种群数量保守估计不超过1万只，被IUCN濒危物种红色名录列为易危物种，也列为CITES附录Ⅱ的保护物种，同时也是中國國家一級保護動物。
对荒漠貓的威胁主要包括施用鼠药造成的二次毒害、毛皮贸易、栖息地丧失和碎片化以及与当地家猫的遗传杂交。1958-1978年青海、四川和甘肃等地大量使用鼠药控制鼠兔数量，导致以鼠兔为食的食肉动物大量被毒害，虽然已经禁止大范围使用，但仍有一些小规模的灭鼠活动。毛皮贸易引发的捕猎活动虽然广泛存在，但幸好荒漠猫毛皮价值不高，可能并不构成主要威胁。中国的西部开发等人为因素影响荒漠猫栖息地的丧失、退化或碎片化。
当地家猫与荒漠貓的杂交导致基因渗透，可能影响荒漠貓的遗传多样性和环境适应能力，但还缺乏足够广泛的遗传评估。现有的研究只能指明荒漠猫对西藏一带的家猫有基因渗透，未检测到近代家猫对荒漠猫的渗透。